# Деяново (Пильнинский район)
Деяново — село в Пильнинском районе Нижегородской области России. Административный центр Деяновского сельсовета.

## География
Село находится на юго-востоке Нижегородской области, в пределах восточной части Приволжской возвышенности, в зоне хвойно-широколиственных лесов, на правом берегу реки Курмышка, при автодороге 22Н-0049, на расстоянии приблизительно 24 км (по прямой) к северу от Пильны, административного центра района. Абсолютная высота — 94 м над уровнем моря.
Климат
Климат характеризуется как умеренно континентальный, умеренно влажный, с относительно тёплым летом и холодной малоснежной зимой. Среднегодовая температура — 3,4 °C. Средняя температура воздуха самого тёплого месяца (июля) — 18,8 °C (абсолютный максимум — 36 °C); самого холодного (января) — −12,4 °C (абсолютный минимум — −44 °C). Среднегодовое количество атмосферных осадков составляет 500—550 мм.
Часовой пояс
Село Деяново, как и вся Нижегородская область, находится в часовой зоне МСК (московское время). Смещение применяемого времени относительно UTC составляет +3:00.

## Население
| 2002 | 2010 |
| ---- | ---- |
| 598  | ↘518 |

Национальный состав
Согласно результатам переписи 2002 года, в национальной структуре населения русские составляли 98 %.

## Известные жители
- Немков, Стефан Михайлович (1882—1918) — священник Русской православной церкви, в 2000 году включён в Собор новомучеников и исповедников Российских[7]..